# Oud Vossenhol

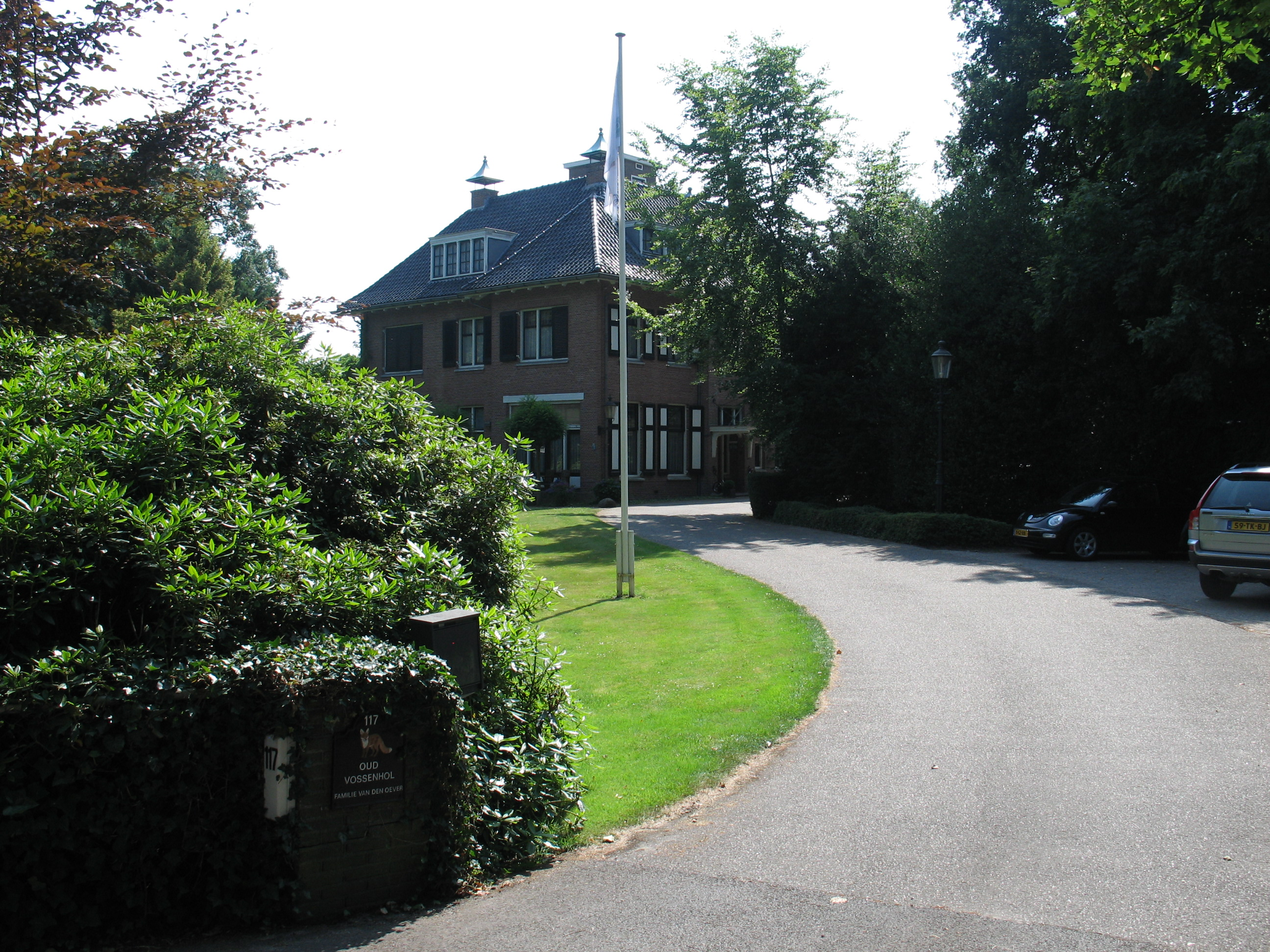
Oud Vossenhol

Oud Vossenhol is een villa in Um 1800-stijl aan de Edeseweg in het Gelderse dorp Bennekom.
Het huis bestaat uit een kelder, 2 woonlagen met 15 kamers en een zolder. Het ligt in een lommerrijke tuin, die oorspronkelijk veel groter was dan tegenwoordig. De oprijlaan wordt aan de straatzijde geflankeerd door twee stenen pilaren met de opschriften "Oud" (links) en "Vossenhol" (rechts). Het is een rijksmonument.

## Geschiedenis
Vanaf 1604 was de naam Voshol al bekend als een stuk akkerland bij Hoekelum. In 1867 werd er een huis gebouwd en het werd als eerste bewoond door Gerardus Johannes Mulder, hoogleraar scheikunde te Utrecht. Na zijn dood in 1880 werd het huis gekocht door Abel Banting, een Amsterdams koopman, die het huis Raginhart noemde. Hij woonde er tot zijn dood in 1900. In 1901 werd het huis door de nieuwe eigenaar Albertus Bomhof verbouwd tot hotel/pension en vanaf die tijd heette het Oud Vossenhol. Het hotel Oud Vossenhol wordt in de wandelgids van Heinrich Witte van 1902 enkele keren vermeld. In 1908 werd het uitgebreid maar al in 1911 stopten alle activiteiten van het hotel. Het pand werd verkocht aan Joan Henri Nachenius die het liet slopen en de opdracht gaf om er een nieuw huis te bouwen, het Oud Vossenhol dat anno 2019 nog bestaat.

## Woonhuis
Het huis is in 1912 gebouwd. De architect is B.J. Ouëndag. Opdrachtgever tot de bouw was Joan Nachenius, een bankier uit Amsterdam. Nachenius was tevens de eerste bewoner van het pand. In 1927 kwam dhr. Matth. Meiske uit Johannesburg (Zuid-Afrika) wonen op Oud Vossenhol. Deze liet in de centrale hal een glas-in-loodraam plaatsen van de Uniegebouwen in Pretoria.

## Ziekenhuis
In 1938 kocht de Johanniterorde het huis voor een gunstig bedrag aan, als uitbreiding van het reeds bestaande ziekenhuisje "Bethanië" in het centrum van Bennekom. De achter het terrein gelegen Johanniterlaan en Johanniterhof herinneren hier nog aan.
Het werd verbouwd tot ziekenhuis met plaats voor 30 bedden en een operatiekamer op de zolder, die bereikbaar was met de nieuwgebouwde lift, waarvan het uiteinde van de schacht zichtbaar is boven het dak.
Tijdens de Tweede Wereldoorlog werden er veel oorlogsgewonden van beide zijden opgevangen en verzorgd. In 1944 worden patiënten en personeel, tijdens de evacuatie van Bennekom, overgebracht naar "kinderhuis Zonneoord" in Ede. Na de bevrijding wordt het gebouw gebruikt door de geallieerden, waarna het tot de bouw van het nieuwe Streekziekenhuis in 1957 weer in gebruik was als ziekenhuis. Daarna diende het enige tijd als zusterhuis.

## Wisselende bestemmingen
Van 1962 tot 1982 was Oud Vossenhol in gebruik als gezinsvervangend tehuis voor gehandicapte jonge vrouwen. Toen het gebouw dreigde te worden gesloopt werd het door de gemeente Ede in 1984 aangewezen als monument. Vanaf 1987 was de gemeente Ede eigenaar van het pand en werd het in fasen gerestaureerd. In 2001 kreeg het de status van rijksmonument. Er zijn kantoren in gevestigd, in combinatie met particuliere bewoning. Alhoewel er langs de Edeseweg een aantal monumentale panden staan, is Oud Vossenhol het enige rijksmonument. In de nabijheid bevindt zich wel het landgoed Hoekelum, waar verschillende gebouwen staan met de status van rijksmonument. Het landgoed zelf, dat eigendom is van Geldersch Landschap en Kasteelen heeft ook een (rijks-)beschermde status.Anno 2022 kwamen er tijdelijk studenten, voor 2 jaar. Daarna wordt het een huis voor oudere mensen.

## Klein Vossenhol
Aan de overzijde van de weg staat een villa met de naam "Klein Vossenhol". Deze villa is gebouwd in opdracht van een van de vroegere eigenaren van Oud Vossenhol, Abel Banting. In 1882 liet hij op het tegenoverliggende stuk land een dubbel woonhuis bouwen, wat later de naam Klein Vossenhol kreeg.